# Bülbülmézevő
A bülbülmézevő (Pycnopygius ixoides) a madarak osztályának verébalakúak (Passeriformes) rendjébe és a mézevőfélék (Meliphagidae) családjába tartozó faj.

## Rendszerezése
A fajt Tommaso Salvadori olasz ornitológus írta le 1878-ban, a Ptilotis nembe Ptilotis ixoides néven.

## Alfajai
- Pycnopygius ixoides cinereifrons Salomonsen, 1966
- Pycnopygius ixoides finschi (Rothschild & Hartert, 1903)
- Pycnopygius ixoides ixoides (Salvadori, 1878)
- Pycnopygius ixoides proximus (Madarasz, 1900)
- Pycnopygius ixoides simplex (Reichenow, 1915)
- Pycnopygius ixoides unicus Mayr, 1931

## Előfordulása
Új-Guinea szigetén, Indonézia és Pápua Új-Guinea területén honos. Természetes élőhelyei a szubtrópusi és trópusi síkvidéki és hegyi esőerdők. Állandó, nem vonuló faj.

## Megjelenése
Testhossza 18 centiméter, testtömege 26–34 gramm.

## Életmódja
Gyümölcsökkel és nektárral táplálkozik, de valószínűleg kisebb ízeltlábúakat is fogyaszt.

## Természetvédelmi helyzete
Az elterjedési területe nagy, egyedszáma pedig stabil. A Természetvédelmi Világszövetség Vörös listáján nem fenyegetett fajként szerepel.